# Graphidipus fulvicostaria
Graphidipus fulvicostaria là một loài bướm đêm trong họ Geometridae.